# Thlypopsis
Thlypopsis là một chi chim trong họ Thraupidae.